# Antoni Auger
Antoni Auger (Reus, 1684 - (?), segle xviii) va ser un adroguer, confiter i polític que arribà a alcalde de la seva ciutat.
El seu pare, Thomàs Auger, era cerer, i va ser conseller a l'ajuntament de Reus el 1716, sagristà del Santíssim Sagrament el 1720 i síndic el 1725. Antoni Auger va ser jurat per la mà tercera el 1716 quan tenia uns 22 anys, regidor el 1720, el 1724 i el 1755, comptador municipal el 1750 i el 1760, síndic el 1750 i alcalde de la seva ciutat el 1765 i 1766. Vinculat amb les classes benestants reusenques, es va decantar el mateix 1716 pel partit de Felip V. Saldoni Vilà, un arxiver reusenc setcentista que parla d'aquest període, l'inclou en una llista titulada "Memoria de aquells que han obrat contra la casa de Àustria en esta vila de Reus, que vuy ne diuen botiflers". Va ser un dels primers auxiliars dels funcionaris del Cadastre local, ja que era cobrador de la Reial Contribució, ocupació que va exercir durant uns anys. Al final del seu mandat, es van acabar les obres del Quarter de cavalleria, que portaven uns anys de funcionament. Andreu de Bofarull, historiador reusenc, explica que pel maig de 1766, Antoni Auger, responent a una petició del Capità General de Catalunya, Jaime Miguel de Guzmán, marquès de la Mina, va recollir a la ciutat i al terme 1.747 quarteres de blat per enviar-les a Saragossa, on passaven "gran necessitat". També diu que davant del creixement de la ciutat cap a l'exterior de les muralles i com que els portals existents s'havien quedat estrets pel pas dels carruatges i sense portes, Antoni Auger va decidir fer enderrocar els portals de Monterols, Santa Anna i Jesús.